# Tramwaje w Winterthur
Tramwaje w Winterthur − zlikwidowany system komunikacji tramwajowej w szwajcarskim mieście Winterthur działający w latach 1898–1951.

## Historia
Pierwsze tramwaje na ulice Winterthur wyjechały 13 lipca 1898 na trasie Winterthur (Rudolfstrasse) – Töss. Linię przedłużono 1 listopada 1912 z Rudolfstrasse do Bahnhofplatz. 28 stycznia 1915 przedłużono linię z Bahnhofplatz przez Deutweg, następnie przez Stadtrain do Wülflingen (Lindenplatz). Kolejny nowy odcinek trasy oddano do eksploatacji 30 listopada 1922 z Deutweg do Seen (Schulhaus). 18 grudnia 1931 przedłużono linię ze Stadtrain do Bahnhof Oberwinterthur. Pierwszą linię tramwajową zlikwidowano 28 grudnia 1938 do Wülflingen. Na tej trasie tramwaje zostały zastąpione przez trolejbusy. Kolejne linie tramwajowe były zastępowane przez trolejbusy:
- 24 lipca 1941 do Seen
- 6 października 1951 do Oberwinterthur

Ostatnią linię tramwajową (do Töss) zlikwidowano 3 listopada 1951 zastępując ją trolejbusami.